# Martinšćina
Martinšćina is een plaats in de gemeente Zlatar in de Kroatische provincie Krapina-Zagorje. De plaats telt 471 inwoners (2001).